# استارز
استارز (به انگلیسی: Starz) شبکه تلویزیونی کابلی و ماهواره ای پولی آمریکایی است که شبکه اصلی شرکت استارز اینک است که در مالکیت لاینزگیت قرار دارد. برنامه‌های استارز شامل فیلم‌های سینمایی به نمایش درآمده در سینماها و سریال‌های اختصاصی این شبکه است.

## آثار

### درام
| نام             | اولین پخش | آخرین پخش |
| --------------- | --------- | --------- |
| خدایان آمریکایی | 2017      | 2021      |
| بادبان‌های سیاه  | 2014      | 2017      |
| همتا            | 2018      | 2019      |
| شهر جادو        | 2012      | 2013      |
| قدرت            | 2014      | 2020      |
| اسپارتاکوس      | 2010      | 2013      |
| تلخ شیرین       | 2018      | 2019      |
| ویدا            | 2018      | 2020      |

### کمدی
| نام            | اولین پخش | آخرین پخش |
| -------------- | --------- | --------- |
| اینک آخرالزمان | 2019      | 2019      |

### سریال کوتاه
| نام                           | سال پخش |
| ----------------------------- | ------- |
| اسپارتاکوس: خدایان میدان نبرد | 2011    |
| شاهدخت اسپانیایی              | 2019–20 |